# 박병규 (희극인)
박병규(1984년 1월 5일 ~ )는 대한민국의 사업가, 희극인, 유튜버이다. 현재 급식왕의 대표이사이다.

## 개요
대한민국의 개그맨이다. 급식왕이라는 채널을 운영하게 됐다. 독립운동가에 대한 오이 케이크를 만들어 논란이 됐다. 급식왕에서 단순한 배우 역할이 아니라 감독 역할도 하고 있는데 얼마 안가 온갖 심각한 문제를 끌고 오게 만든 장본인중 하나다.
게다가 논란 관련 댓글을 바로 지워버리거나 무시하는 행위를한다. 개그맨 후배이자 급식왕 에서 머머리쌤역을 맡았던 김영구(개그맨)에게 욕을 하고 급식왕을 그만두게 했다고 감재바우를 복귀시킨후에도 연기라는 이유로 감재바우를 상습적으로 폭행한다. 현재 급식왕 채널은 선넘는 논란을 일으켜 현재인기가 줄어들고 있다. 그리고 논란을 알고난 팬들 마저 떠나가 현재 인기가 없어졌고 뮤지컬을 하고 있지만 몇년째 구독자의 큰 변화는 없다

## 논란
독립운동가에 대한 오이케이크를 만드는  급식왕의 ㅕㅇㅇ상 논란사건에 중심이다. 게다가 논란 댓글을 일부 삭제하는 일을 한 적이 있다.

## 출연작

### 방송
- 개그공화국 (MBN)
- 코미디에 빠지다 (MBC)
- 급식왕 (Tooniverse)